# 17α-表雌三醇
17α-表雌三醇（英語：17α-Epiestriol）简称17-表雌三醇（英語：17-epiestriol）全称16α-羟基-17α-表雌二醇（英語：16α-hydroxy-17α-estradiol）或雌甾-1,3,5(10)-三烯-3,16α,17α-三醇（英語：estra-1,3,5(10)-triene-3,16α,17α-triol）是一种内源性的弱的雌激素，是雌三醇的差向异构体，由16α-羟基雌酮转化而来。